# Domagoj Grečl
Domagoj Grečl (Vukovar, 1. kolovoza 1945. – Zagreb, 14. prosinca 2021.), bio je hrvatski filolog.

## Životopis

### Djetinjstvo i školovanje
Domagoj Grečl rođen je u Vukovaru u obitelji gimnazijskih profesora: majka Ivana (rođ. Belak) poznata pedagoška radnica, otac Josip ravnatelj Gimnazije u Vukovaru. Imao je i sestru Vesnu. U rodnome gradu pohađao je osnovnu školu i gimnaziju. Maturirao je na Gimnaziji u Vukovaru (1964.). Odlazi u Beograd na Vojnu akademiju Kopnene vojske JNA, ali je napušta pred kraj drugoga semestra. Najprije je diplomirao hrvatski jezik na Pedagoškoj akademiji u Zagrebu (1971.). Poslije se upisuje na Filozofski fakultet u Zagrebu, gdje pohađa predavanja iz hrvatskoga jezika, klasične filologije i ruskoga jezika. Diplomirao je 1985. na Odsjeku za jugoslavenske jezike i književnosti Filozofskoga fakulteta u Zagrebu. Na tomu fakultetu odslušao je i četiri semestra na poslijediplomskom studiju iz metodike nastave hrvatskoga jezika i književnosti. 

### Znanstveni i pedagoški rad
Radio je u osnovnim i srednjim školama, na Pedagoškoj akademiji u Zagrebu te kao jezični savjetnik (lektor) u katoličkom tjedniku Glas Koncila (1990. – 2017.). Proučavao je dječju i klasičnu književnost te ortografska i ortoepska pitanja hrvatskoga jezika. Objavljivao je u nizu časopisa (Jezik, Latina et Graeca, Umjetnost i dijete, Hrvatski jezik i inima). Prevodio je pjesništvo s latinskoga te se njegovi prijevodi nalaze u raznim časopisima te u nekoliko antologija i priručnika. Pripremio je i Rječnik kršćanske terminologije, koji je ostao u rukopisu. Osnove pravilnoga pisanja 1987. tiskane su u 30 000 primjeraka, a do danas su doživjele više izdanja. Lektorirao je i priloge časopisa i izdanja postulature Ante Antića.
Pokopan je 20. prosinca 2021. na zagrebačkom krematoriju.

## Knjige
- Osnove pravilnoga pisanja, Zagreb, 1987. (8. izd. pod naslovom: Osnove pravilnoga pisanja u hrvatskome jeziku, Zagreb, 1990.)
- Biblijske priče i legende: duhovni kutić: izbor iz hrvatskog duhovnog pjesništva, (ostali autori Ivan Golub, Antun B. Šimić), Zagreb, 1993.
- Iove regnante: ogledi iz antičke mitologije, religije i književnosti, Zagreb, 2019.

## Izbor iz članaka
- Naglasna klasifikacija imenica hrvatskoga književnog jezika - Pedagoški pristup (Jezik, god. 28, br. 4)
- Kako transkribirati i deklinirati ruska imena (Marulić, god. XLII [2008], br. 5)
- Strip - što je to? (Umjetnost i dijete, god. VI, br. 35)
- Vrednovanje dječje književnosti (Umjetnost i dijete, god. VII [1976], br. 47)
- Basna - granična vrsta dječje književnosti (Umjetnost i dijete, god. XI [1980], br. 64)
- H. Ch. Andersen i umjetnička bajka (Umjetnost i dijete, god. 20 [1988], br. 2-3)

Članci iz područja klasične filologije sabrani su u knjizi Iove regnante, Zagreb, 2019.

## Vanjske poveznice
Mrežna mjesta
- Grečl, Domagoj, Hrvatski biografski leksikon